# 羈絆的奇蹟/熱戀不已
《羈絆的奇蹟/熱戀不已》（絆ノ奇跡/コイコガレ）是MAN WITH A MISSION和milet的合作單曲，於2023年5月31日中發行。〈羈絆的奇蹟〉和〈熱戀不已〉分別為《鬼滅之刃 刀匠村篇》的片頭曲與片尾曲，且在單曲發行前的2023年4月16日和4月23日曾以僅有前者的形式於網上先行發售。